# Bongo Botrako
Bongo Botrako és una banda catalana de rock alternatiu formada a Tarragona el 2007 pel vocalista i compositor Uri Giné. La banda va publicar el seu primer àlbum d'estudi, Todos los días sale el sol, el 2010; aquest incloïa el seu èxit més notable, «Todos los días sale el sol» (també conegut com a «Chipirón»), que va assolir el lloc número #12 a la llista espanyola de cançons més venudes. El 2012 van publicar el seu segon àlbum d'estudi, Revoltosa, que els va dur a fer gires extenses per onze països europeus. El primer i únic àlbum en directe de la banda, Punk Parranda, va ser publicat el 2014. L'octubre de 2015, Bongo Botrako va anunciar una parada indefinida i una gira de comiat de sis dates, fent el seu últim concert el 26 de desembre de 2015.

## Història

### Inicis (2007–2009)
El líder de Bongo Botrako, Uri Giné, es va unir a la banda de punk rock Extracto de Lúpulo com a guitarrista, segon vocalista i compositor el 2003. Algunes de les cançons que escribia no encaixaven en el gènere musical, així que les va anar guardant a banda. L'octubre de 2007, Uri va decidir crear la seva pròpia banda amb totes aquelles cançons i la va anomenar Bongo Botrako. Va enregistrar una maqueta de deu temes en el seu petit estudi casolà, programant la bateria i tocant ell mateix la resta d'instruments. Després de fer circular la maqueta, Uri ràpidament va reclutar vuit músics més: Nacho Pascual a la guitarra, Xavi Vallverdú al teclat, Marc Vallverdú al baix, Gorka Robert a la bateria, Pitus Siles a la percussió, Xavi Artiol a la trompeta, Àlex Huguet al trombó i Mercè Verge als cors. Van començar a assajar el gener de 2008 i van fer la seva primera actuació en directe el 20 de març de 2008 a la seva ciutat, Tarragona.
Entre 2008 i principis de 2009 hi va haver alguns canvis a la formació: Mercè Verge va deixar la banda, Xavi Latorre va substituir Pitus Siles a la percussió, Xavi Barrero va substituir Xavi Artiol a la trompeta, Juanhito Sáez va substituir Àlex Huguet al trombó i Oscar Gómez es va unir a la banda com a saxofonista.>
El febrer i març de 2009 la banda va enregistrar una maqueta autoproduïda de set temes, titulada La maketa, al seu local d'assaig. Uns dies abans de la data prevista de publicació de la maqueta, Uri Giné va escriure la cançó «Todos los días sale el sol» estant a Granada. En aquell moment, ja s'estaven fabricant 500 còpies en CD de la maqueta, així que no van tenir temps d'incloure-hi la nova cançó. La maketa va ser publicada el 5 de maig de 2009 i la banda va vendre les còpies en CD als seus concerts. La cançó «Todos los días sale el sol» es va estrenar en directe a Lleida el 7 de maig de 2009 i es va convertir en un èxit immediat a cada concert de la seva gira catalana, malgrat no estar inclosa a la maqueta.
Uri Giné va deixar Extracto de Lúpulo el 24 de setembre de 2009 per centrar-se exclusivament en Bongo Botrako. Al cap de gairebé dos anys gestionant ambdues bandes alhora, Bongo Botrako havia aconseguit molt més èxit que Extracto de Lúpulo i molts concerts començaven a coincidir, així que Uri va sentir la necessitat de fer el pas.
A finals de 2009 hi va haver alguns canvis més a la formació, amb els que finalment es va configurar la formació actual: Juanhito Sáez i Xavi Latorre van deixar la banda, i David Garcia va substituir Marc Vallverdú al baix.

### Todos los días sale el sol(2010–2011)
Com a resultat de la repercussió generada per la cançó «Todos los días sale el sol», la banda va captar l'atenció de Joni Sahún, un A&R del segell discogràfic independent Kasba Music. Van enregistrar el seu àlbum debut Todos los días sale el sol a Estudio La Atlántida de Barcelona i el van publicar a l'estat espanyol el 27 de setembre de 2010 amb Kasba Music. L'àlbum també va ser publicat més tard a França, Alemanya, Regne Unit, Bèlgica, Països Baixos, Luxemburg i Japó.
La primera gira de la banda com a grup principal va començar l'octubre de 2010 i els va dur a moltes sales de tot l'estat espanyol amb entrades esgotades. A la primavera i l'estiu de 2011 van fer concerts a festivals de l'estat espanyol i França, obtenint una bona recepció del públic que els va ajudar a augmentar el seu creixent nombre de fans.
Bongo Botrako va publicar el videoclip per al primer single de l'àlbum, «Todos los días sale el sol», el 23 de juny de 2011. La cançó va assolir una enorme popularitat a l'estat espanyol després que els jugadors de la Selecció Espanyola de Bàsquet, incloent Pau Gasol, Marc Gasol i Ricky Rubio, prenguessin la costum de cantar-la abans de cada partit a l'Eurobasket 2011, que finalment van guanyar. El setembre de 2011, «Todos los días sale el sol» va assolir el lloc número #12 a la llista espanyola de cançons més venudes i el lloc número #2 a la llista espanyola de cançons més venudes a iTunes. La cançó acumula més de 31 milions de reproduccions a YouTube i més de 31 milions de reproduccions a Spotify, fet que la converteix de lluny en la cançó més popular de Bongo Botrako.
L'octubre de 2011, després d'assistir a un concert, Germán Quimasó de Sonde3 Producciones es va convertir en el mànager de la banda, un rol que fins llavors havia exercit Uri Giné.

### Revoltosa(2012–2013)

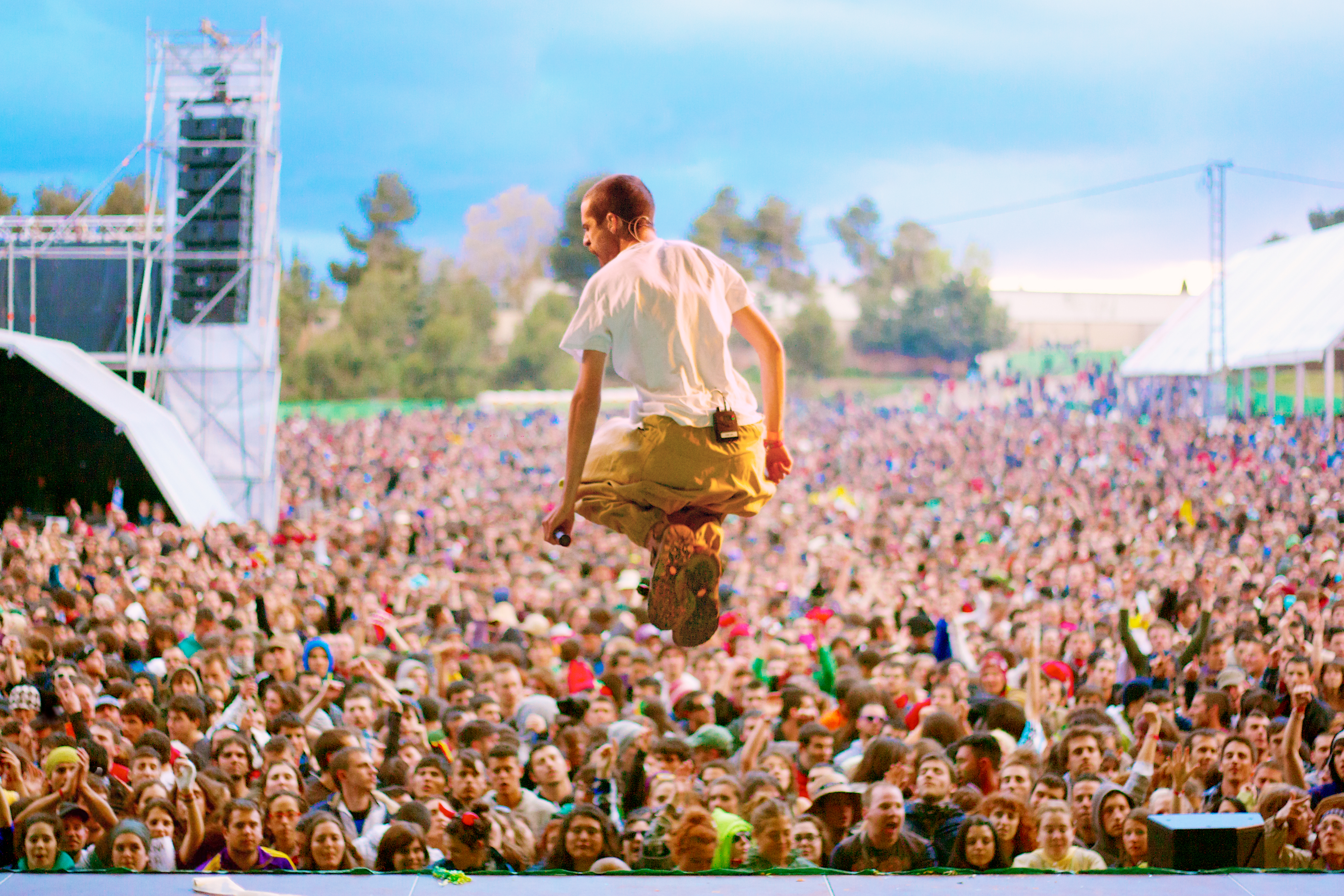
Uri Giné actuant amb Bongo Botrako al festival Viña Rock 2012.

El segon àlbum d'estudi de la banda, Revoltosa, va ser enregistrat a Garate Studios d'Andoain i produït per la cantant espanyola Amparo Sánchez, també coneguda com a Amparanoia, i Uri Giné. Va ser publicat el 12 de novembre de 2012 a l'estat espanyol, França, Alemanya, Regne Unit, Bèlgica, Països Baixos, Luxemburg i Japó amb Kasba Music.
El videoclip per al primer single de l'àlbum, «Revoltosa», va ser publicat el 15 de novembre de 2012, rodejat de polèmica per l'aparició d'agents de policia antidisturbis divertint-se alhora que usant violència brutal contra una multitud de manifestants pacífics. Uri Giné va explicar que volien denunciar la brutalitat policial i que van usar sarcasme, sàtira i humor perquè van pensar que així atreurien més l'atenció sobre el tema que mostrant imatges realistes a les quals la gent està sobreexposada.
Durant 2012 i 2013, la banda es va embarcar en una gira extensa que els va dur a França, Itàlia, Països Baixos, Àustria, Andorra, Bèlgica i Suïssa. També es van convertir en habituals de grans festivals espanyols com Viña Rock o Arenal Sound.

### Punk Parrandai anunci de parada indefinida (2014–2015)

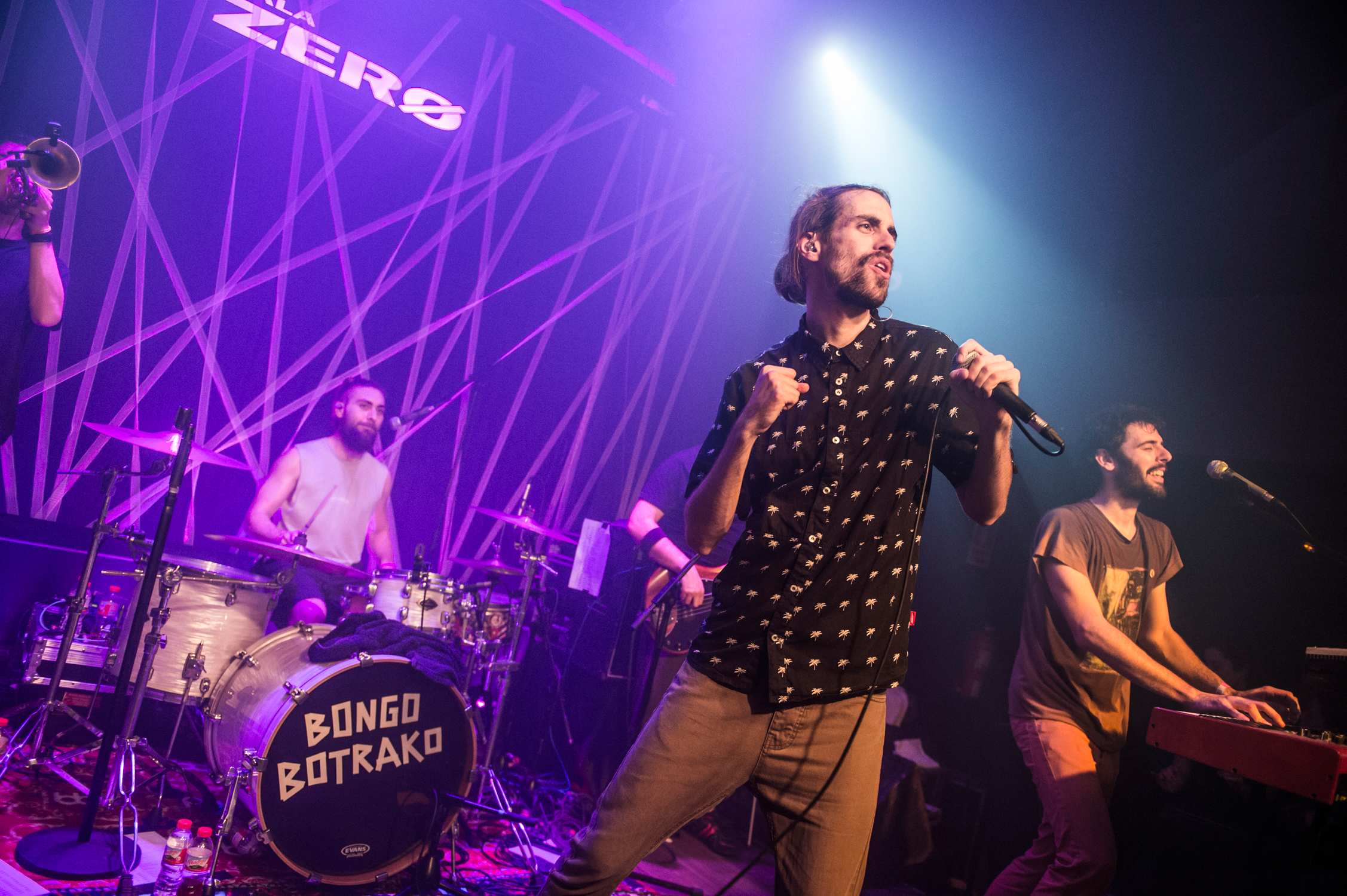
Bongo Botrako tocant al seu últim concert abans de la parada indefinida.

El primer i únic àlbum en directe de la banda, Punk Parranda, va ser publicat el 3 de novembre de 2014 amb Kasba Music. El van enregistrar tocant per a un públic de més de 60.000 persones al festival Viña Rock el 2 de maig de 2014 a Villarrobledo.
Durant 2014 i 2015, la banda va continuar girant per Europa i va visitar França, Itàlia, Països Baixos, Àustria, Andorra, Regne Unit, Alemanya y República Txeca. Van assolir especial èxit als Països Baixos, on van fer una gira de sales amb entrades esgotades i van tocar en alguns grans festivals com Lowlands 2014, Parkpop 2015 i Zwarte Cross 2015.
El 13 d'octubre de 2015, Bongo Botrako va anunciar una parada indefinida i una gira de comiat de sis dates en un comunicat a través del seu lloc web oficial:
«Amb aquest comunicat els Bongo Botrako us anunciem que hem decidit parar. Han estat vuit anys des que vam començar, que es diu aviat. Vuit anys d'alegries, de bons amics, de col·laboracions increïbles, de viatges esgotadors, de festes salvatges i també d'algunes ferides. Però sobretot vuit anys que no canviaríem per res al món. I ara ha arribat el moment de respirar. Perquè el camí enriqueix el cor però també li pesa. I no volem continuar si no és amb la il·lusió intacta del primer dia. No sabem si és un fins després o un fins sempre, el temps ho dirà.» – Bongo Botrako
Uri va explicar que se sentia esgotat després de vuit anys de gires sense interrupció i que la banda havia perdut la il·lusió. Tanmateix, va assegurar que continuaria escrivint cançons i va deixar la porta oberta a crear un nou projecte musical en el futur. Bongo Botrako va fer el seu concert número 500 y últim a la ciutat natal d'Uri, Tarragona, el 26 de desembre de 2015.

## Estil musical
Uri ha descrit la música de la formació com a «punk parranda» en nombroses ocasions. Ell explica que no és una etiqueta gaire rigorosa però que li agrada perquè comprèn l'esperit punk, entès com a activisme social i cançons accelerades, i el to de parranda, caracteritzat per missatges positius i ritmes ballables.
L'estil musical de Bongo Botrako s'ha descrit com a rock alternatiu, reggae rock, ska punk, reggae i ska. Moltes persones també han etiquetat la seva música com a rumba catalana, però ells han intentat distanciar-se d'aquesta etiqueta sostenint que només han publicat tres cançons classificables com a rumba, totes elles al seu primer àlbum. La formació és coneguda per transformar radicalment algunes de les seves cançons quan les toquen en directe, oferint sovint versions en directe més accelerades i contundents a partir de cançons originalment lentes o tranquil·les.
El so de Bongo Botrako s'ha comparat amb el de Mano Negra, The Clash, Bob Marley i Kortatu. De fet, Gambeat, actual baixista de Manu Chao i la seva Radio Bemba, va produir el directe de la formació des de 2011 fins a 2015.

## Activisme
Bongo Botrako ha manifestat la seva oposició a la tortura animal i a la brutalitat policial. Han recolzat a Amnistia Internacional i van actuar en dos concerts benèfics per a ells a Barcelona, el 2012 i 2013. També van incloure una cita d'Amnistia Internacional al videoclip de la seva cançó «Revoltosa» el 2012.

## Membres

### Membres actuals
- Uri Giné – veu principal, guitarra (2007–2015)
- Nacho Pascual – guitarra, cors (2008–2015)
- Xavi Vallverdú – teclat, cors (2008–2015)
- David Garcia – baix, cors (2009–2015)
- Gorka Robert – bateria, cors (2008–2015)
- Xavi Barrero – trompeta, cors (2008–2015)
- Oscar Gómez – saxo, cors (2009–2015)

### Antics membres
- Marc Vallverdú – baix (2008–2009)
- Pitus Siles – percussió (2008)
- Xavi Latorre – percussió (2008–2009)
- Xavi Artiol – trompeta (2008)
- Àlex Huguet – trombó (2008–2009)
- Juanhito Sáez – trombó (2008–2009)
- Mercè Verge – cors (2008)

## Discografia

### Àlbums d'estudi
- Todos los días sale el sol (2010)
- Revoltosa (2012)

### Àlbums en directe
- Punk Parranda (2014)

## Premis
Bongo Botrako va guanyar el premi de l'Associació de Representants de Catalunya a la «Millor Gira de Sales» el 2013 i el premi Enderrock a la «Millor Banda en Altres Llengües» el 2014.